# Razlike
Razlike je drugi studijski album slovenske rock skupine Zgrešeni primeri, izdan leta 2010 pri založbi Multi Records.
Pesem »Kaku si kej?« je izšla tudi na kompilaciji Val 010 – Imamo dobro glasbo.

## Seznam pesmi
Vse pesmi je napisala skupina Zgrešeni primeri.
| Št.             | Naslov                  | Dolžina |
| --------------- | ----------------------- | ------- |
| 1.              | „Kako si kej?‟          | 2:04    |
| 2.              | „Razlike‟               | 3:07    |
| 3.              | „Zdravo, tamala‟        | 3:14    |
| 4.              | „Nisem kriv‟            | 1:44    |
| 5.              | „Dilema‟                | 3:29    |
| 6.              | „Baluza, baluza‟        | 2:43    |
| 7.              | „My Father Said‟        | 2:49    |
| 8.              | „Heroj in – heroj out‟  | 3:29    |
| 9.              | „Asskisserji‟           | 3:08    |
| 10.             | „20. obletnica poroke‟  | 2:32    |
| 11.             | „Fuck This World‟       | 2:21    |
| 12.             | „Bluzim po L'ubl'an'‟   | 3:23    |
| 13.             | „Poslednja kompozicija‟ | 13:15   |
| Skupna dolžina: | Skupna dolžina:         | 47:14   |

## Zasedba
Zgrešeni primeri
- Janko Rošelj — glavni vokal (1–5, 8, 9, 12), spremljevalni vokal (1–6, 8–10, 12), bas kitara
- Miha Eržen — kitara, vokal (6, 10), spremljevalni vokal
- Marcel Petrič — kitara, vokal (7, 11), spremljevalni vokal
- Pavel Uršič — bobni, tolkala (14)

Ostali glasbeniki
- Boštjan Uršič – Hannibal — bas kitara, spremljevalni vokal
- Blaž Černivec — akustična kitara (7)
- Peter Zajc — slide kitara (7)
- mešani moški pevski zbor Forhead Cry

Ostali
- Drago Popovič — produkcija, snemanje, miksanje, mastering (v Studiu Metro)
- Simon Kavšek — produkcija, snemanje, miksanje (v Marjan Records Studios)
- Dejan Cirkvenčič — oblikovanje
- Dejan Kralj — ilustracije